# فهرست دانشگاه‌ها در سوئد
- دانشگاه استکهلم
- دانشگاه اوپسالا
- دانشگاه صنعتی چالمرز
- دانشگاه علوم کشاورزی سوئد
- دانشگاه لولئو
- دانشگاه لوند
- دانشگاه لینه
- دانشگاه مید سوئیدن
- انستیتوی کارولینسکا
- دانشگاه یوتبری
- مؤسسه سلطنتی فناوری